# Eikenella
Eikenella corrodens é uma bactéria bacilar, anaeróbica facultativa, gram-negativa encontrada na boca, vias respiratórias, intestinal e genital. Parte da família Neisseriaceae. Eikenella corrodens existe na placa dental tanto em pessoas saudáveis quanto em pacientes com periodontite e podem causar infecções. 
Causam infecções oportunistas de cabeça e pescoço e infecções do trato respiratório quando penetram por lesões da mucosa. Além disso, é responsável por cerca de um quarto de toda a infecções e lesões por mordidas. Também az parte do grupo HACEK de bactérias que causam endocardite.
Pode ser tratada com antibióticos, como a penicilina, ampicilina e tetraciclina. Cefoxitina e as cefalosporinas de terceira geração são altamente eficazes contra Eikenella.